# Тайна (рассказ)
Тайна — рассказ Антона Павловича Чехова. Написан в 1887 году, впервые опубликован в 1887 году в журнале «Осколки» № 15 от 11 апреля с подписью А. Чехонте.

## Публикации
Рассказ А. П. Чехова "Тайна " написан в 1887 году, впервые опубликован в 1887 году в журнале «Осколки» № 15 от 11 апреля с подписью А. Чехонте, рассказ вошёл также в издание А. Ф. Маркса.
При жизни Чехова рассказ переводился на польский, сербскохорватский и словацкий языки.

## Критика
О рассказе «Тайна» А. С. Лазарев в письме писал так: «Рассказ Чехова прелестен (Чехов не может написать „неудовлетворительно“)».
Рецензент журнала «Книжный вестник» отмечал рассказ «Тайна» как один из лучших в первом томе собрания сочинений Чехова
.

## Персонажи
- Навагин, статский советник.
- Федюков, дьячок местного прихода.
- Жена Навагина, спиритистка.

## Сюжет
Как-то вечером в Пасху статский советник Навагин, вернувшийся с визитов, стал читать список визитеров и обнаружил фамилию Федюков. Он никак не мог вспомнить кто это. Швейцар также не видел и не знает Федюкова. Жена Навагина была спириткой и объяснила, что это расписался дух, который симпатизирует мужу и посоветовала спросить, не нужно ли ему чего. Навагин не поверил жене. Две недели он думал и решил попросить жену вызвать дух Федюкова.
В спиритическом сеансе жена вызывает Федюкова, говорит с ним. Сеансы спиритизма следуют один за другим и между Навагиным и Федюковым устанавливается диалог. Навагин вызывает также Наполеона, Ганнибала, Аскоченского, свою тетку Клавдию Захаровну, и все они давали ему короткие, но верные и полные глубокого смысла ответы. Навагиным овладевают гипнотизм, медиумизм, бишопизм, спиритизм, четвертое измерение и другие «туманы». Кроме того, Навагин захотел сам написать что-нибудь. Пять месяцев он сочинял и написал реферат под заглавием: «И мое мнение». Реферат он решил отправить заказным напечатать в спиритический журнал. Тут к нему явился позванный дьячок местного прихода, которого Навагин попросил справить к завтрашнему дню для младшего сына метрическое свидетельство. Дьячок ему ответил: «Завтра же будет готово! Извольте завтра прислать кого-нибудь в церковь перед вечерней. Я там буду. Прикажите спросить Федюкова, я всегда там…»
Это и был тот самый Федюков, который расписывался у Навагина в передней. Свой поступок дьячок объяснил так: «Я, ваше превосходительство, когда мы с крестом ходим, всегда у вельможных особ расписуюсь… Люблю это самое… Как увижу, извините, лист в передней, так и тянет меня имя свое записать…» От этих слов Навагин оказался в «немом отупении» и попросил оставить его в покое.